# Baixant de la Font del Gat

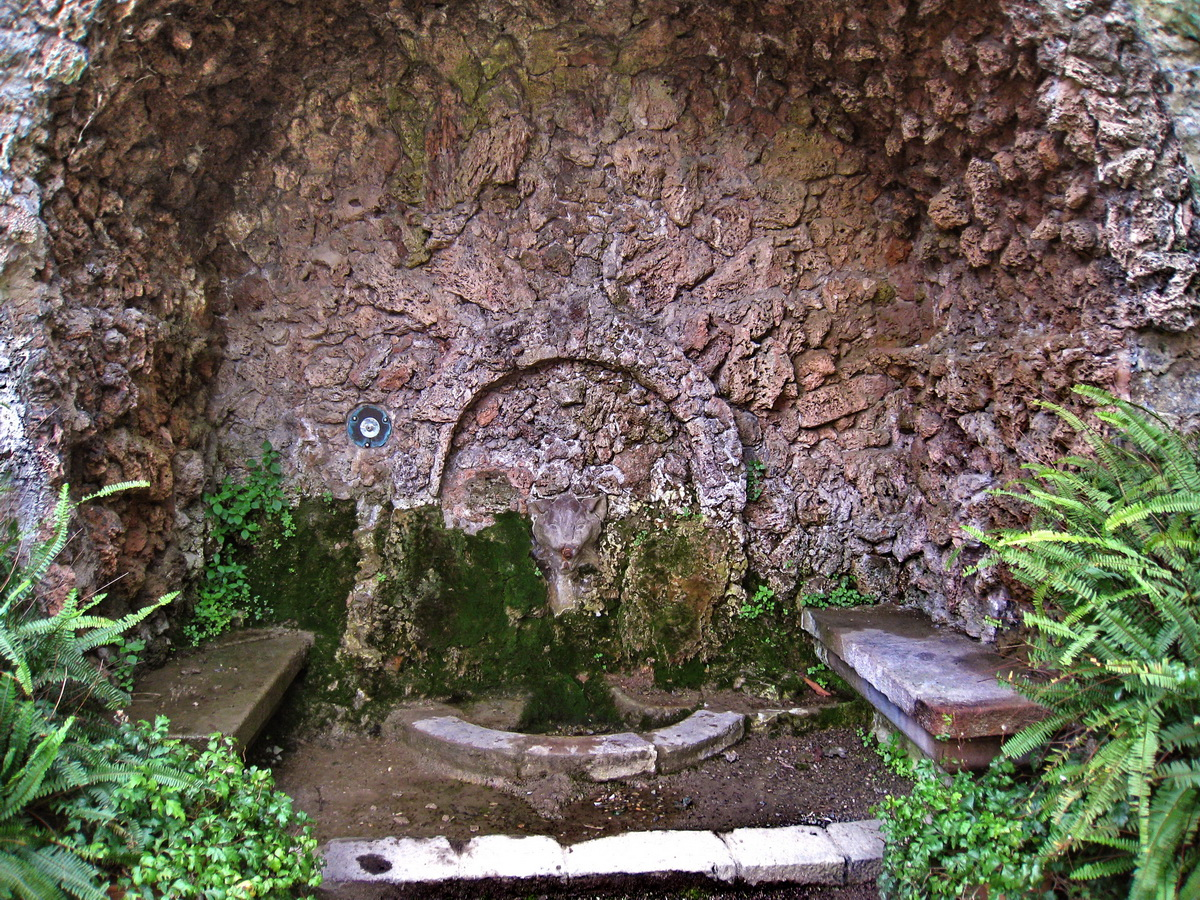
La Font del Gat

Baixant de la Font del Gat (en français : En descendant de la fontaine au chat) est une sardane populaire d'Enric Morera i Viura composée en 1926, sur un texte Antoni Vives i Batlle, lui-même dérivé d'une œuvre de Joan Amich La Marieta de l'ull viu. Outre la sardane, la musique et son texte furent adaptés à de nombreux contextes dont la comptine enfantine. La chanson fait référence à la célèbre Font del gat (fontaine au chat) sur le versant de Montjuïc.

## Histoire
La chanson fait référence à la célèbre Font del gat (fontaine au chat) sur le versant de Montjuïc, endroit isolé de la colline barcelonaise et lieu de rencontre où les couples d'amoureux pouvaient trouver un peu d'intimité durant le XIXe siècle, échappant aux chaperons alors de rigueur.
La fontaine était si célèbre que Joan Amich (surnommé Amichatis) lui dédia une pièce de théâtre : 
« Baixant de la font del gat, o, La Marieta de l'ull viu : tragicomèdia popular catalana, en tres actes i un epíleg »
« En descendant de la Fontaine au Chat, ou, Mariette à l’œil vif - tragi-comédie populaire catalane en trois actes et un épilogue »
La pièce contait les amours de Mariette avec un soldat et devint rapidement très populaire. Elle fut par la suite adaptée en une sardane par Enric Morera i Viura sur une poésie d'Antoni Vives i Batlle, laquelle, très populaire à son tour, se transforma en comptine pour enfants.

## Texte de la sardane
Ci-dessous figure le poème de la sardane avec en gras la comptine populaire.
| Baixant de la Font del Gat | En descendant de la fontaine au chat |

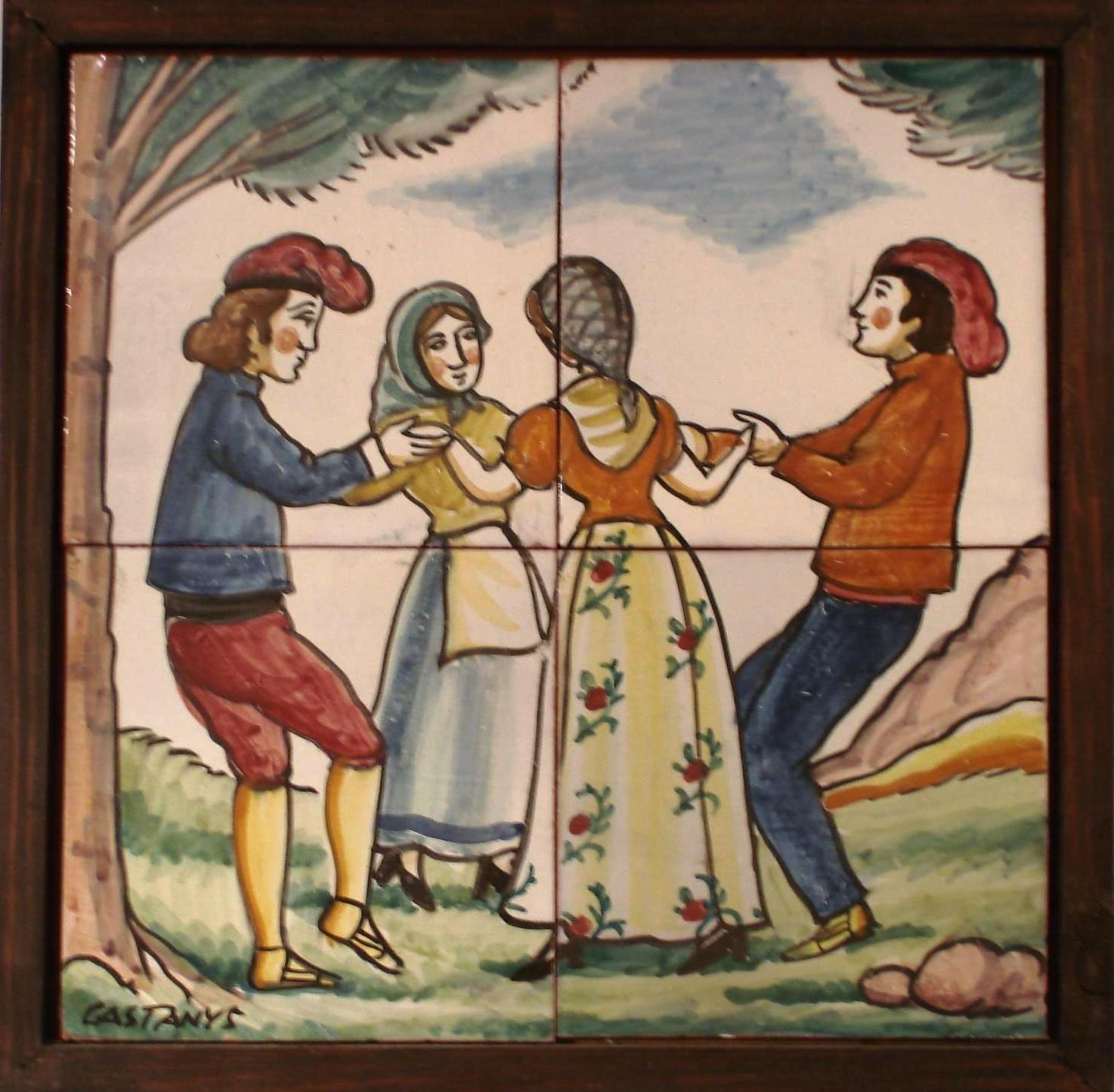
Sardane

| * Introducció parlada : Al cor de Montjuic on el jovent alegrement hi riu... i fins el músic n'ha fet una sardana cantant: La marieta de l'ull viu. La Font del Gat, de molts és estimada i les noies hi van amb l'aimador i s'hi trobem a grat, tot fent brenades recordant els amors de la cançó. - Sardana : Paisatge bonic, és el Parc de Montjuic, una fontana bella es veu al mig, que amb molta gran il·lusió va inspirar una cançó molt feliç… De bon matinet al sortir el sol la Marieta, amb el cantiret se'n va a la font tota soleta, un cop és allà un soldadet li fa l'aleta, i baixen tots dos contents bo i fent-se l'amor. De paraules gentils ells, se'n diuen a mils com si fossin ocells van piulant com ells, i la Marieta no, es deixa fer un petó. A pas de dansa i amb emoció sent el ressò d'una cançó que diu : La Marieta encisera és una flor que al venir la primavera dóna olor, és tan riallera i té un mirar tan clar que en les estrelles em fa pensar feliç. Baixant de la Font del Gat una noia, una noia, baixant de la Font del Gat una noia i un soldat. Pregunteu-li com se diu : Marieta,Marieta, pregunteu-li com se diu : Marieta de l'ull viu. La Marieta encisera és un tresor que molts comprarien a preu d'or i a ulls clucs. Té sentiment i agraïment de cor, amb el donzell, que li fa l'amor de temps. I la festa acabarà amb tota certesa quan sigui portada a l'altar. | * Introduction parlée Au cœur de Montjuic Là où les jeunes rient gaiement... et où même le musicien en a faite une sardane en chantant : La Mariette à l'œil vif. La Fontaine au Chat, de plus, est aimée et les filles y vont avec leurs soupirants et s'y trouvent les bienvenues, prenant un goûter et se rappelant les amours de la chanson. - Sardane: Le parc de Montjuïc est un joli paysage, on y voit une belle fontaine au centre, qui avec beaucoup de joie a inspiré une chanson très heureuse… De bon matin, au levé du soleil Mariette, avec une jarre s'en va à la fontaine toute seule et une fois là bas un soldat lui prend le bras, et ils descendent tous deux contents, se faisant l'amour De paroles gentilles, ils s'en disent des milliers comme si c'étaient des oiseaux piaulant comme eux, et la Mariette non, elle se laisse faire un baiser. Un pas de danse et de tendresse ils entendent l'écho d'une chanson qui dit: Mariette est une fleur envoûtante qui au printemps épand son parfum Elle est si gaie et a un regard si clair que jusqu'aux étoiles me rendent heureux En descendant de la Fontaine au Chat une fille, une fille, En descendant de la Fontaine au Chat une fille et un soldat. Demande-lui comment il s'appelle : Mariette, Mariette, Demande-lui comment il s'appelle: Mariette à l'œil vif. Mariette est un trésor envoûtant que beaucoup comparent à l'or les yeux fermés. Elle a le sentiment et la gratitude du cœur, avec le jeune homme, qui lui donne l'amour du temps. Et la fête se terminera à coup sûr lorsqu'elle sera amenée à l'autel. |